# 胡钁
胡 钁（こ かく、1840年 - 1910年）は、中国清朝末期の篆刻家・書家である。
字は匊鄰、号は老匊・晩翠亭長。嘉興府石門県の人。

## 略伝
書・詩・篆刻に優れた。竹に印を刻む刻竹も巧みであった。碑文や法帖の模刻にも優れた技を示した。

## 著書
- 『晩翠亭印儲』
- 『不波小泊吟草』